# Thormodus Torfæus
Thormodus Torfæus o Þormóðr Torfason (Engey, 27 de mayo de 1636 - Karmøy, 31 de enero de 1719) fue un anticuario e historiador islandés. Estudió en la Universidad de Copenhague. En 1667 fue nombrado anticuario real de Islandia, y en 1682 fue historiógrafo de Noruega. Tradujo varias obras del islandés al danés.
Entre sus trabajos se encuentran:
- Commentatio historica de rebus gestis Færeyansium seu Færøensium, Copenhague, 1695
- Orcades seu rerum Orcadensium historiae, Copenhague, 1697 (traducida al inglés en 1866)
- Series dynastarum et regum Daniæ, Copenhague, 1702
- Historia Vinlandiœ Antiquœ (Historia Vinlandiæ antiquæ), Copenhague, 1705 (traducida al inglés en 1891 y al noruego en 2004)
- Historia Hrolfi Kraki, Copenhague, 1705
- Grœnlandia Antiqua, 1706 (nueva edición anotada en 1947)
- Historia Rerum Norvegicarum, 1711
- Trifolium historicum, Copenhague, 1707
- Torfæana (intercambio epistolar), Copenhague, 1777
- Arne Magnusson – Brevveksling med Torfæus, rel. × K. Kålund, Copenhague, 1916

## Honores
Un proyecto financiado por el estado noruego se encuentra actualmente en proceso de traducción de todo su trabajo en Noruega.